# Álvaro José Barros
Álvaro Barros (Bosconia, Cesar, Colombia; 8 de enero de 1987) es un exfutbolista colombiano que jugaba de delantero.

## Trayectoria
En la temporada 2010 de la Categoría Primera B Barros se destacó por su trabajo con Academia al consagrarse como máximo goleador con 21 tantos, a pesar de que el equipo fue eliminado en la fase de todos contra todos.
Al término de su contrato con el equipo 'Mandarina', es confirmado como refuerzo de Millonarios en la Primera A para el año 2011. Sin embargo, luego de ser presentado oficialmente por el club, le encontraron una lesión de rodilla, de la cual fue operado por lo que estuvo inhabilitado por seis meses, sin firmar con el equipo embajador. Finalmente, en el mes de agosto, se confirma su vinculación con Millonarios para el Torneo Finalización 2011.

## Clubes
| Club             | País     | Año         | Partidos | Goles |
| ---------------- | -------- | ----------- | -------- | ----- |
| Valledupar F.C.  | Colombia | 2006 - 2008 | 42       | 18    |
| Cúcuta Deportivo | Colombia | 2009        | 11       | 5     |
| Valledupar F. C. | Colombia | 2009        | 18       | 8     |
| Academia F. C.   | Colombia | 2010        | 34       | 21    |
| Millonarios      | Colombia | 2011        | 7        | 3     |
| Atlético Huila   | Colombia | 2012        | 17       | 2     |
| Deportivo Pasto  | Colombia | 2013        | 15       | 6     |

## Palmarés

### Campeonatos nacionales
| Título         | Club              | País     | Año  |
| -------------- | ----------------- | -------- | ---- |
| 2 libertadores | Atlético nacional | Colombia | 2011 |

### Distinciones individuales
| Distinción                                          | Año  |
| --------------------------------------------------- | ---- |
| Goleador de la temporada en la Primera B (21 goles) | 2010 |